# Leptodactylus longirostris
Leptodactylus longirostris är en groddjursart som beskrevs av George Albert Boulenger 1882. Leptodactylus longirostris ingår i släktet Leptodactylus och familjen tandpaddor. IUCN kategoriserar arten globalt som livskraftig. Inga underarter finns listade i Catalogue of Life.